# 624 a.C.

## Eventos
- 39a olimpíada: Ripsolau da Lacônia, vencedor do estádio.[1]

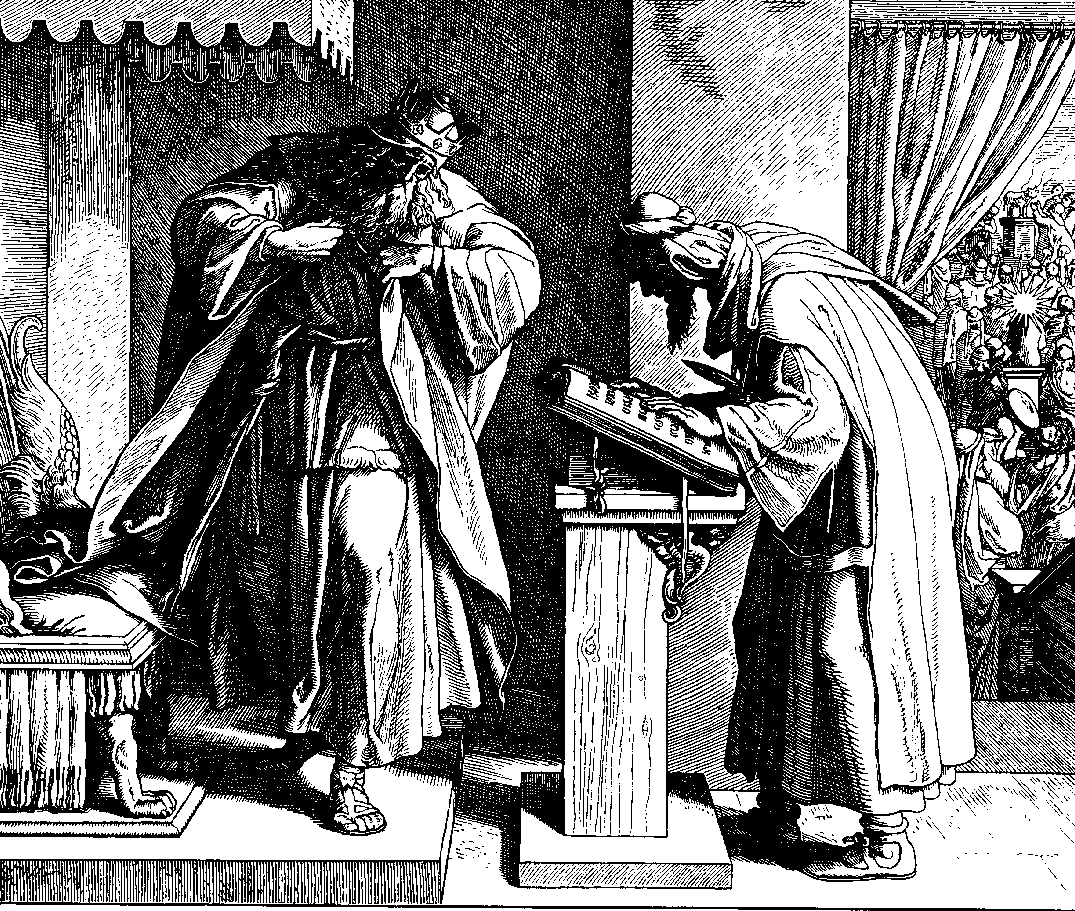
Safã lendo o livro da Lei para Josias. King Josiah by Julius Schnorr von Carolsfeld.

- No décimo oitavo ano do reinado de Josias, rei de Judá, Hilquias, encarregado de restaurar a Casa do Senhor, encontra um livro da Lei, que estava perdido desde a época da Manassés. O livro é lido para Josias, que renova a aliança entre Deus e o povo, e destroi o altar que Jeroboão, filho de Nebate, havia estabelecido no Norte, depois, em Samaria, destroi os altares estabelecidos por seus reis, executa os sacerdotes e queima seus ossos nestes altares.[2]

## Nascimentos
- Tales de Mileto (aproximado) [3][4]
- Segundo os cingaleses, foi neste ano que encarnou Sidarta Gautama, filho de Sudodana, rei da cidade de Capilavastu. Aos trinta e cinco anos de idade, ele se tornaria Buda.[5][Nota 1]

## Mortes
- Vários sacerdotes que serviam nos altares de Samaria, executados e queimados nestes altares, por ordem de Josias, rei de Judá.[2]